# Oropodes yollabolly
Oropodes yollabolly är en skalbaggsart som beskrevs av Chandler 2003. Oropodes yollabolly ingår i släktet Oropodes och familjen kortvingar. Inga underarter finns listade i Catalogue of Life.